# Lomandra nana
Lomandra nana är en sparrisväxtart som först beskrevs av Alma Theodora Lee, och fick sitt nu gällande namn av Alma Theodora Lee. Lomandra nana ingår i släktet Lomandra och familjen sparrisväxter. Inga underarter finns listade i Catalogue of Life.